# La Bretonnière-la-Claye
La Bretonnière-la-Claye település Franciaországban, Vendée megyében. Lakosainak száma 587 fő (2022. január 1.). La Bretonnière-la-Claye Le Champ-Saint-Père, Chasnais, La Couture, Curzon, Lairoux, Les Magnils-Reigniers, Péault, Rosnay, Saint-Cyr-en-Talmondais és Saint-Vincent-sur-Graon községekkel határos.

## Népesség
A település népességének változása:
| Lakosok száma | 604  | 589  | 592  | 575  | 580  | 573  | 578  | 582  | 587  |
|               | 2013 | 2015 | 2016 | 2017 | 2018 | 2019 | 2020 | 2021 | 2022 |